# Сербоа
Сербоа (фр. Cerbois) насеље је и општина у централној Француској у региону Центар (регион), у департману Шер која припада префектури Вјерзон.
По подацима из 2011. године у општини је живело 451 становника, а густина насељености је износила 24,44 становника/km². Општина се простире на површини од 18,45 km². Налази се на средњој надморској висини од 130 метара (максималној 142 m, а минималној 118 m).

## Демографија
| 1962. | 1968. | 1975. | 1982. | 1990. | 1999. | 2011. |
| ----- | ----- | ----- | ----- | ----- | ----- | ----- |
| 278   | 296   | 264   | 253   | 313   | 359   | 451   |

График промене броја становника у току последњих година